# NGC 2864
NGC 2864 ist eine Balken-Spiralgalaxie vom Hubble-Typ SB(rs)bc? im Sternbild Wasserschlange. Sie ist schätzungsweise 449 Millionen Lichtjahre von der Milchstraße entfernt.
Das Objekt wurde am 6. März 1864 von dem Astronomen Albert Marth entdeckt.